# تشاد إيفرت
تشاد إيفرت (بالإنجليزية: Chad Everett)‏ مواليد 11 يونيو 1937 في ساوث بند، الولايات المتحدة - الوفاة 24 يوليو 2012 في لوس أنجلوس، هو ممثل أمريكي بدأ مسيرته الفنية سنة 1960. ظهر في قرابة 40 فيلما. امتدت مسيرته الفنية لأكثر من 52 عاما. درس في جامعة وين ستيت.

## الأعمال
- 77 سانست ستريب
- أيرون سايد
- ممسوس بملاك
- طريق مولهولاند
- كولد كيس
- دون أثر
- خارق للطبيعة
- كاسل

## روابط خارجية
- تشاد إيفرت على موقع IMDb (الإنجليزية)
- تشاد إيفرت على موقع ألو سيني (الفرنسية)
- تشاد إيفرت على موقع ميوزك برينز (الإنجليزية)
- تشاد إيفرت على موقع أول موفي (الإنجليزية)
- تشاد إيفرت على موقع قاعدة بيانات الأفلام السويدية (السويدية)
- تشاد إيفرت على موقع إن إن دي بي (الإنجليزية)
- تشاد إيفرت على موقع قاعدة بيانات الفيلم (الإنجليزية)
- تشاد إيفرت على موقع كينوبويسك (الروسية)